# Mokro Polje
Mokro Polje falu Horvátországban Šibenik-Knin megyében. Közigazgatásilag Ervenikhez tartozik.

## Fekvése
Knintől légvonalban 13, közúton 20 km-re északnyugatra, Dalmácia északi-középső részén, Bukovica területén, a Zrmanja felső folyásától délre fekszik.

## Története
A vaskorban az illírek egyik törzse a liburnok lakták ezt a vidéket, akik több erődített települést is építettek itt. A falutól nem messze a Krka mellett, amely akkor a liburnok és a dalmátok közötti határt képezte építették fel a rómaiak Burmun katonai táborát, míg a folyó túloldalán állt Burnum erődje. A falu területén az ókorból származó több régészeti lelőhely is ismert. Így a pravoszláv templom közelében római sírkőlap töredéke, mécses és római felirat töredéke került elő. Különlegesek azok a feljegyzések, amelyek a római egységek közötti kapcsolattartást szolgálták. Mokro Polje területén táborozott ugyanis a birodalom egyik legnagyobb katonai egysége a burnumi székhelyű XI. légió. A falu termékeny határát valószínűleg már a rómaiak is megművelték. Erre utalnak a még feltárásra váró villa rustica maradványai. Mokro Polje közelében vezették el a források vizét Burnumba szállító akvaduktot. Az 1930-as években a régészeti feltárások Lujo Marun és a dán régész E. Dyggve vezetésével folytak a területen. Ennek során két kora keresztény templom maradványait is feltárták, az egyiket Sučevića település felett, a másikat tőle nyugatra Vagići területén. A sučevićai templom egyhajós épület volt, belül félköríves apszissal, mely kívül sokszögletű volt. Alapfalai között épületdísz töredékeket is találtak. A 6. században épített bizánci stílusú templom lehetett. A másik templom Sučevaći tól három és fél kilométerre került elő. Ennek teljes feltárása nem történt meg, de a maradványokból ítélve szintén 6. századi lehetett. Közelében egykori berendezésének kőtöredékeit is megtalálták. Ezek közül említésre méltó a szentélyt a hívektől elválasztó faragott kőtábla, a díszes oltár előépítmény, az ambó két díszes töredéke és egy nem meghatározható helyű díszes töredék. Valamennyi feltárt lelet a spliti régészeti múzeumban található. A két templomot valószínűleg az avar-szláv betörés során rombolták le.
Egy harmadik régészeti lelőhely található a Zrmanja szembenlévő partjától másfél kilométerre a „Crkvina” nevű mezőn. Itt egy ószláv ornamentikával díszített templom maradványai kerültek elő. A templom két építési fázisban épült egyhajós épület volt. Hosszúsága 13, szélessége öt és fél méter. Félköríves apszisa még az első építési fázisban épült. A második fázisban épültek a 80 cm széles oldalfalak, melyek a négyszögletesre bővített apszishoz csatlakoztak. Az első építési fázist a kora középkorra (kora román stílus), a másodikat a gótika korszakára (14. század) teszik. A templom mellett kődomborművek töredékei kerültek elő, az oltár előépítmény két darabja és a szentélyt a hívektől elválasztó faragott kőépítmény két darabja. A templom délkeleti oldalán középkori temető maradványai kerültek elő. Minden lelet a spliti régészeti múzeumban található. Sučevićától északra a Zrmanja feletti platón találhatók Čuker ókori erődítményénak maradványai. A romokat E. Dyggve késő ókoriként keltezte. Ma csak a késő ókori torony egy része látható belőle, mely Dyggve szerint lakó- és vendéglátási célokat szolgált. Építését a 6. századra, a bizánci uralom idejére a keleti gót háború időszakára tette, míg mások (V. Delonga) a Dalmácia elleni avar-szláv támadás idejét tartották valószínűbbnek.
A szerbek betelepülése a 16. század elején kezdődött. Knin környékén már 1511-ben nagy számú szerb lakosság érkezett, majd főként Bosznia és hercegovina területéről 1523 és 1527 között Dalmácia területére is sok szerb települt. 1636-ban Ivković püspök feljegyzi, hogy a faluban 400 katolikus él és mivel a közeli településeken is hasonló a helyzet joggal feltételezhető, hogy a 17. század első felében a térség lakosságának többsége katolikus volt. A 17. században a faluba pravoszláv csoportok is települtek. B. Desnica említi a kotari uszkókokról írt művében, hogy 1692-ben a boszniai Bilajból új lakosok érkeztek, mintegy ötezer fő települt több bukovicai falu, Plavno, Zrmanju, Pađene, Oton és Mokro Polje területére. A következő századokban a környező falvak lakossága már mind pravoszláv többségű volt. A kandiai háború idején lerombolt katolikus templomokat mind pravoszlávok vették át és saját hitük szerint alakították át. Így történt ez a helyi Szent Lukács templommal is, mely egyes fennmaradt részletei alapján eredetileg gótikus stílusban épült a középkorban. A településnek 1857-ben 1051, 1910-ben 1727 lakosa volt. Az első világháború után előbb a Szerb-Horvát-Szlovén Királyság, majd Jugoszlávia része lett. 1991-ben már csaknem teljes lakossága (több mint 99 százalék) szerb nemzetiségű volt. Lakói még ez évben csatlakoztak a Krajinai Szerb Köztársasághoz. A horvát hadsereg 1995 augusztusában a Vihar hadművelet során foglalta vissza a települést. Szerb lakói elmenekültek. A településnek magának 2011-ben 227 lakosa volt.

## Lakosság
| Lakosság változása | Lakosság változása | Lakosság változása | Lakosság változása | Lakosság változása | Lakosság változása | Lakosság változása | Lakosság változása | Lakosság változása | Lakosság változása | Lakosság változása | Lakosság változása | Lakosság változása | Lakosság változása | Lakosság változása | Lakosság változása |
| ------------------ | ------------------ | ------------------ | ------------------ | ------------------ | ------------------ | ------------------ | ------------------ | ------------------ | ------------------ | ------------------ | ------------------ | ------------------ | ------------------ | ------------------ | ------------------ |
| 1857               | 1869               | 1880               | 1890               | 1900               | 1910               | 1921               | 1931               | 1948               | 1953               | 1961               | 1971               | 1981               | 1991               | 2001               | 2011               |
| 1.051              | 1.192              | 1.247              | 1.351              | 1.663              | 1.727              | 1.668              | 1.791              | 1.863              | 1.910              | 1.718              | 1.355              | 1.119              | 803                | 211                | 227                |

## Nevezetességei
- Szent Lukács evangélista tiszteletére szentelt szerb pravoszláv temploma[6] középkori eredetű. Egyes fennmaradt részletei alapján eredetileg gótikus stílusban épült, csúcsíves boltozattal, kapuzata felett pedig félköríves lunetta látható. A templom egyhajós építmény, félköríves apszissal, mely valószínűleg szintén a középkorban épült. A főbejárat előtti harangtorony későbbi építmény. 1999-ben egy tűzben megrongálódott, 2002-ben újjáépítették.[2]
- A középkorban a Zrmanja jobb partjára építették a Kegalj várát,[7] melyet 1433-ban említenek először. A várat a Keglevich család építtette, melynek a Zrmanja felső folyása mentén több birtoka is volt. 1520-ban egy török támadás idején a család elhagyta és az ország északnyugati részébe menekült. A 17. században rövid ideig a török ellen harcoló morlakok támaszpontja volt, de a 18. századra vágleg elhagyták. A vár a folyó kanyarulatában épült, mely három oldalról veszi körül, ezért első látásra úgy tűnik mintha a bal parton állna. A várból mára csak a központi torony, a hozzá csatlakozó falak és az egykori lakóépületek egyes falai állnak. A 19. században feljegyzik, hogy a megmaradt falakat a helyiek házépítéshez használják fel.[2]
- Ókeresztény templomok romjai Sučevića, Vagići és Crkvina településrészeken.
- A Kosa nevű területen, amely a Zrmanja folyó szurdokától délre, Mokro Polje és Padjena falvak között húzódik, tucatnyi őskori tumulus és különféle szárazon rakott kőfal. A szóban forgó tumulusok régészeti feltárása egyelőre nem történt meg, de a felszíni leletek alapján elmondható, hogy az itteni kerámiatöredékeik a bronz vagy a vaskorhoz tartoznak.[8]